# Jean Jourlin
Jean Louis Jourlin (ur. 1 grudnia 1904 w Tarare, zm. 20 października 1979 w Bry-sur-Marne) – francuski zapaśnik walczący w stylu wolnym. Dwukrotny olimpijczyk. Zajął czwarte miejsce w Amsterdamie 1928 i Berline 1936. Walczył w wadze półśredniej.
Złoty medalista mistrzostw Europy w 1933 roku.

## Letnie Igrzyska Olimpijskie 1928
| Konkurencja      | Rundy eliminacyjne      | Rundy eliminacyjne    | Runda o srebrny medal  | Runda o brązowy medal | Runda o brązowy medal     | Klas. końcowa |
| Konkurencja      | 1/4                     | 1/2                   | Przeciwnik I           | Przeciwnik I          | Przeciwnik II             | Miejsce       |
| ---------------- | ----------------------- | --------------------- | ---------------------- | --------------------- | ------------------------- | ------------- |
| 72 kg styl wolny | Fritz Käsermann (SUI) Z | Arvo Haavisto (FIN) P | Lloyd Appleton (USA) P | Harry Morris (AUS) Z  | Maurice Letchford (CAN) P | 4.            |

## Letnie Igrzyska Olimpijskie 1936
| Konkurencja      | Rundy eliminacyjne      | Rundy eliminacyjne       | Rundy eliminacyjne | Rundy eliminacyjne | Rundy eliminacyjne      | Klas. końcowa |
| Konkurencja      | Przeciwnik I            | Przeciwnik II            | Przeciwnik III     | Przeciwnik IV      | Przeciwnik V            | Miejsce       |
| ---------------- | ----------------------- | ------------------------ | ------------------ | ------------------ | ----------------------- | ------------- |
| 72 kg styl wolny | Hüseyin Erçetin (TUR) Z | Shōichi Masutomi (JPN) Z | Bez walki Z        | Josef Paar (GER) Z | Thure Andersson (SWE) P | 4.            |